# Regime
Regime [ʀeˈʒiːm] (Plural: die Regime [ʀeˈʒiːmə] oder die Regimes [ʀeˈʒiːms], von französisch régime ‚Regierungsform‘, ‚Staatsform‘, lateinisch regimen [n.] ‚Lenkung‘, ‚Leitung‘, ‚Regierung‘; zu lateinisch regere ‚geraderichten‘, ‚lenken‘, ‚herrschen‘) ist in der Politikwissenschaft und in verschiedenen anderen Fachwissenschaften ein Begriff für Regelungs- und/oder Ordnungssysteme, die typischerweise Normen, Entscheidungsverfahren und Prinzipien beinhalten und den Umgang der beteiligten Akteure untereinander sowie mit bestimmten Aufgaben prägen. Die Bezeichnung wird aber auch im engeren Sinne synonym zu politische Leitung bzw. für die Beschreibung der Regierungsform genutzt und bezeichnet dann beispielsweise die Regierung oder die Ordnungsprinzipien eines politischen Systems. Im allgemeinen Sprachgebrauch findet ‚Regime‘ mit abwertender Konnotation vor allem für nicht demokratisch gebildete und kontrollierte Herrschaftsformen, etwa für Diktaturen oder Putschregierungen, Verwendung.

## Internationale Beziehungen
In den Internationalen Beziehungen spielt der Regimebegriff eine wichtige Rolle. Robert O. Keohane entwickelte Ende der 1970er Jahre als Weiterentwicklung der Interdependenztheorie eine sogenannte „Regimetheorie“. Sogenannte internationale Regime sind institutionalisierte Arrangements zur Lösung von Problemen, die gleichzeitig die Interessen mehrerer Staaten oder auch die von nichtstaatlichen Akteuren betreffen. Ausgangspunkt eines Regimes ist das Interesse der Akteure an der gemeinsamen Lösung der Probleme, die politischer, ökonomischer, sozialer, ökologischer oder technischer Natur sein können. Auch wenn möglicherweise grundsätzlich unterschiedliche Interessen bestehen, soll mit Hilfe eines Regimes ein positives Ergebnis einer Kooperation der Akteure erzielt werden. In diesem Sinn dienen die Verfahrensweisen eines Regimes der institutionalisierten Regelungen von Konflikten. Entscheidendes Merkmal internationaler Regime ist, dass sie keine Instrumente zur Durchsetzung spezifischer Interessen einzelner Akteure sind, sondern Instrumente zur Durchsetzung kollektiver Interessen. Bei der Bildung eines Regimes werden völkerrechtlich bindende multinationale Mechanismen vereinbart, welche auf vertraglichen Regeln (d. h. Normen und Prinzipien) beruhen, sowie Entscheidungsprozeduren festgelegt, nach denen die Vertragspartner zusammenarbeiten. Internationale Regime können also als ein vertragliches Regelwerk angesehen werden. Sie sind demnach keine eigenständigen Akteure wie etwa internationale Organisationen.
In der politischen Theorie internationaler Kooperation und Verflechtung haben sich mehrere Schulen entwickelt:
- die neorealistische Schule, die Regime machtanalytisch analysiert und im Prinzip hegemonial hergestellter Stabilität ein konstitutives Kriterium sieht;
- neoliberale oder funktionale Regimetheorien;
- kognitionstheoretische Regimetheorien, die die Lernprozesse bei den Akteuren betonen, die Regime hervorrufen oder sogar betonen, dass Regime umfassendere normative Strukturen für die Staatengesellschaft entwickeln.

Beispiele für Regime sind Wechselkursregime, Rüstungskontrollregime oder auch Menschenrechtsregime.

## Vergleichende Politikwissenschaft
In der Vergleichenden Politikwissenschaft werden Regime als Ausprägung politischer Herrschaftsform verstanden. Der Regimetyp bzw. die Art des Regimes gibt Auskunft über den grundlegenden Charakter der Herrschaftsform, bezeichnet somit „allgemein eine Lebensweise, Ordnungs- und Regierungsform, also ein institutionalisiertes Set von Prinzipien, Normen und Regeln, das die Umgangsweise der Akteure in einem gegebenen Handlungszusammenhang grundlegend regelt“. Dieser Begriff des Regimes enthält dabei keine Abwertung, sondern wird wertneutral für alle Herrschaftsformen, auch demokratische, verwendet. Jedoch können De-facto-Regime, deren Herrschaftsausübung sich zwar nicht aus einem Rechtstitel ableiten lässt und die nicht als Staaten oder Regierungen Anerkennung gefunden, aber effektive Herrschaftsgewalt erlangt haben und in denen mithin tatsächliche Herrschaft ausgeübt wird, abgegrenzt werden: Ihr Herrschaftsbereich und damit das von ihnen effektiv kontrollierte Territorium ist de jure fremdes Staatsgebiet. Regime kann demnach definiert werden als

„[…] die formelle und informelle Organisation des politischen Herrschaftszentrums einerseits und dessen jeweils besonders ausgeformte Beziehung zur Gesamtgesellschaft andererseits. Ein Regime definiert die Zugänge zur politischen Herrschaft ebenso wie die Machtbeziehungen zwischen den Herrschaftseliten und das Verhältnis der Herrschaftsträger zu den Herrschaftsunterworfenen. Beide Machtbeziehungen […] müssen bis zu einem gewissen Grade institutionalisiert sein. Das bedeutet, sie müssen akzeptiert sein, praktiziert werden und insbesondere das Verhalten der Herrschaftsträger normieren.“

Oft werden mit Totalitarismus, Autoritarismus und Demokratie drei grundlegende Reintypen von Regimen bzw. Herrschaftsformen unterschieden, diese Reintypen können wiederum untergliedert werden.
Von ‚Regime‘ als einem allgemeinen Begriff für konkrete Vorkommnisse von Herrschaftsformen wird das Regierungssystem und die einzelne Regierung unterschieden. Das Regierungssystem ist in der vergleichenden Politikwissenschaft nur ein spezieller Bestandteil des gesamten Regimes. Zum Beispiel kann das Regierungssystem „parlamentarisch“ oder „präsidentiell“ organisiert sein, beide gehören aber zum Typ demokratischer Regime, einzelne Fälle eines bestimmten Regierungstyp können sich durch Konventionen, Prozesswege und unterschiedliche Institutionen stark unterscheiden. Als Regierung wird hingegen eine konkrete Institution im Regierungssystem bezeichnet oder dessen personelle Ausgestaltung. Der Regimebegriff erfasst politische Strukturen, nicht jedoch bestimmten Regierungsmitglieder oder Staatschefs, wie es alltagssprachliche Wendungen wie „das Assad-Regime“ implizieren.

## Allgemeiner Sprachgebrauch
In der gemeinsprachlichen Verwendung des Terminus bezeichnet ‚Regime‘ eine diktatorische oder eine nicht demokratisch legitimierte Form der Herrschaftsausübung ohne scharfe Abgrenzung von der klar institutionalisierten Regierung mit einem Regierungschef an der Spitze. Dabei handelt es sich um ein totum pro parte gegenüber der ursprünglichen Bedeutung (jede Art konkreter Herrschaftsübung überhaupt oder jede verwirklichte Staats- und Herrschaftsform). Die Bezeichnung hat im Deutschen einen negativen Bedeutungswandel durchlaufen und ist vor allem in der Alltags- oder Gemeinsprache, teils aber auch in der Fachwelt oftmals negativ konnotiert (während in der englischsprachigen Transitionsforschung der Begriff „Regime“ deutlich eine neutrale Bedeutung besitzt und dort „verschiedene politische Herrschaftstypen“, worunter ebenso demokratische Regime fallen, bezeichnet).
Werden Dissidenten oder Aufständische als Regimekritiker bzw. Regimegegner bezeichnet, so verleiht ihnen das explizit eine Legitimation und hebt sie damit ausdrücklich von Randalierern, Störern oder gar Terroristen ab. Im allgemeinen Sprachgebrauch ist die Abgrenzung zu individuellen Regierungen unscharf. So hat sich der Ausdruck ‚Regime‘ für bestimmte historische Fälle eingebürgert, beispielsweise für
- Ancien Régime,
- NS-Regime,
- Franco-Regime,
- Vichy-Regime.